# ヨハン・ゲオルク2世 (ザクセン＝アイゼナハ公)
ヨハン・ゲオルク2世（ドイツ語：Johann Georg II., 1665年7月24日 - 1698年11月10日）は、ザクセン＝アイゼナハ公（在位：1686年 - 1698年）。

## 生涯
ヨハン・ゲオルク2世はザクセン＝アイゼナハ公ヨハン・ゲオルク1世とヨハネッタ・フォン・ザイン＝ヴィトゲンシュタインの息子である。1686年に父ヨハン・ゲオルク1世が死去した後、ザクセン＝アイゼナハ公位を継承した。1688年9月20日にキルヒハイム・ウンター・テックにおいて、ヴュルテンベルク公エーバーハルト3世とその2番目の妃マリア・ドロテア・ゾフィア・フォン・エッティンゲンの娘ゾフィー・シャルロッテ（1671年 - 1717年）と結婚した。
1698年に33歳で子女なく死去した。ヨハン・ゲオルク2世の死後、弟ヨハン・ヴィルヘルムが公位を継承した。